# Olivier Le May

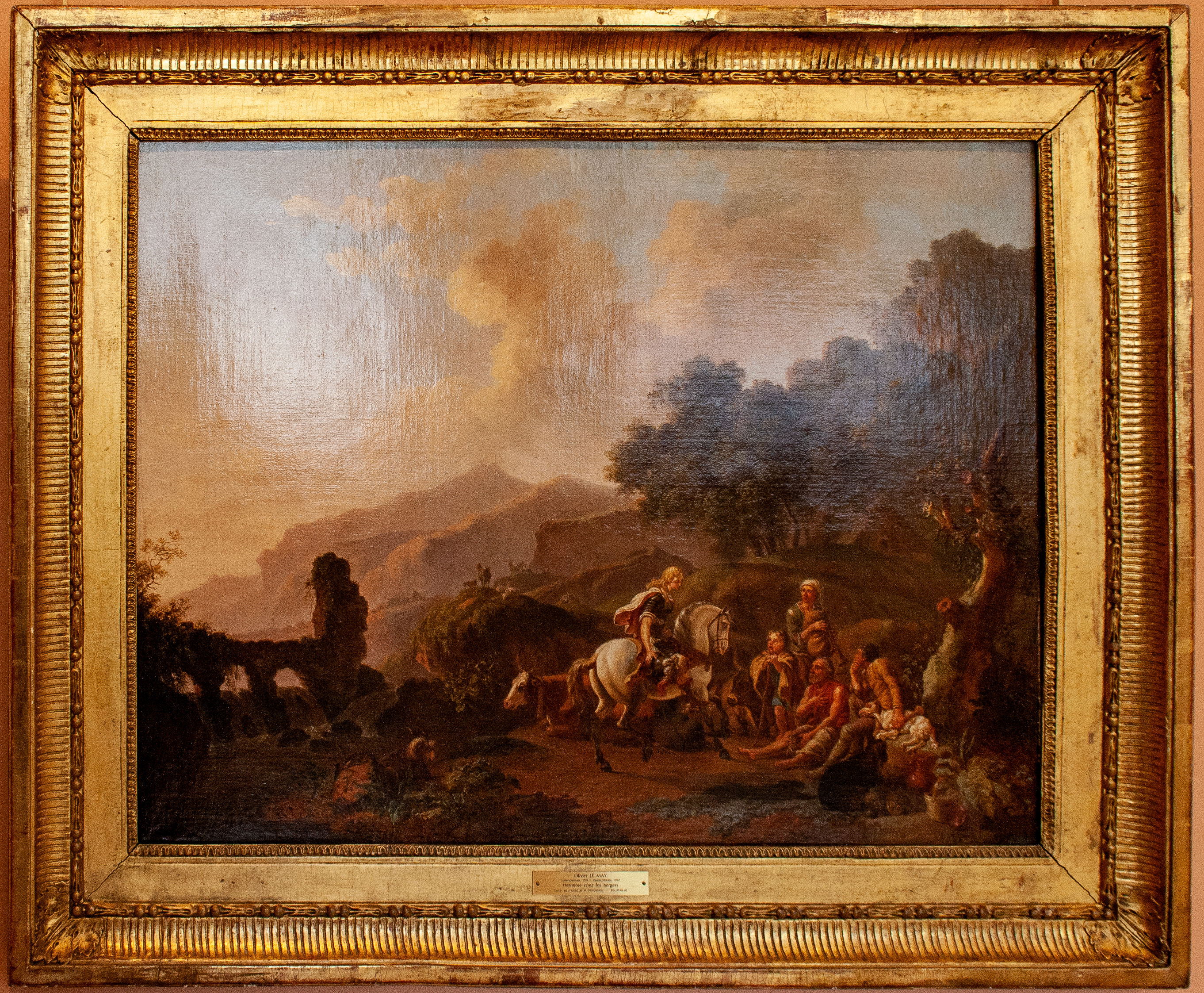
Erminia a pásztoroknál (A megszabadított Jeruzsálem c. eposzból). Le May ajándéka szülővárosának. (Musée des Beaux-Arts de Valenciennes)

Olivier Le May (Valenciennes, 1734. május 26. – Párizs, 1797) 18. századi francia festő, rajzoló és rézmetsző.

## Élete és munkássága
Szülővárosában, Valenciennes-ben járt a l'Académie de Valenciennes rajztanfolyamaira. 1754 körül Párizsba utazott.
Barátja, Louis Joseph Watteau mutatta be Párizsban a valenciennes-i Jacques Saly szobrásznak, aki szívesen segítette földijeit. Ő ajánlotta Philippe-Jacques de Loutherbourgnak a társaságát, akivel Le May 1755-től szoros barátságra lépett.
Munkásságában nagy hatással voltak rá a holland mesterek, köztük Nicolaes Berchem és Karel Dujardin (1622-1678), akiknek a munkáit a párizsi képtárakban tanulmányozhatta.
Édouard Fromentin adatai szerint Le May 1770 körül Itáliába utazott. Részt vett Jean-Benjamin de Laborde Voyage pittoresque de la France című kiadványának illusztrálásában, rajzaiból 1784-ban François Denis Née készített nyomatokat.
Két festményét szülővárosának adományozta 1785-ben, a Királyi Festészeti és Szobrászati Akadémiába (Académie royale de peinture et de sculpture) történt felvétele alkalmából.
Sokat utazott, bejárta Németalföld és Hollandia tengerpartjait, kétszer járt Amerikában is. 1787 júliusában Bordeaux-ból Saint-Domingue francia gyarmatra utazott, ahol egy hetven lapos albumot alkotott kréta- és tollrajzokból. Szívesen tartózkodott Ostendében, bejárta a Rajna völgyét, meglátogatta Bergamo, Verona és Vicenza észak-itáliai városokat.
Több alkalommal lakott Brüsszelben, majd élete végén visszatért Párizsba.

## Művei közgyűjteményekben
- A párizsi Louvre-ban a Paysage animé de vaches et de bergers  című akvarelljével képviselteti magát.[3]
- Szülővárosában a Musée des Beaux-Arts de Valenciennes mintegy féltucat művét mutatja be.[4][5][6][7][8][9][10]
- Az ausztriai Eferdingben, a Starhemberg kastélyban is megtekinthető egy műve: Château de Meudon à Neder-Hembeek, 1783, G 70[11]

## Kiállításai
- 1925. május-június: Párizs, Petit Palais, « Exposition du paysage français de Poussin à Corot », Herminie chez les bergers[12]
- 2014. március – június: Musée des Beaux-Arts de Valenciennes, « Olivier Le May 1734-1797, paysages animés »

## Fordítás
- Ez a szócikk részben vagy egészben  az   Olivier Le May című francia Wikipédia-szócikk ezen változatának fordításán alapul.  Az eredeti cikk szerkesztőit annak laptörténete sorolja fel. Ez a jelzés csupán a megfogalmazás eredetét és a szerzői jogokat jelzi, nem szolgál a cikkben szereplő információk forrásmegjelöléseként.